# Luís Aurélio
Luís Miguel Coimbra Aurelio, noto semplicemente come Luís Aurelio (Beja, 17 agosto 1988), è un calciatore portoghese, di ruolo centrocampista.

## Biografia
Ha un fratello gemello, João, che gioca come centrocampista.

## Caratteristiche tecniche
Gioca  come centrocampista centrale ma può essere impiegato come terzino destro.

## Palmarès

### Club

#### Competizioni nazionali
- Campionato rumeno: 2

CFR Cluj: 2019-2020, 2020-2021